# 潘義
潘義（1371年—？），字思義，浙江紹興府餘姚縣人民籍，明朝政治人物。進士出身。

## 生平
縣學生。浙江鄉試第五十九名。建文二年（1400年）庚辰科會試第八十名，殿試登進士三甲。

## 家族
曾祖潘祖梁、祖父潘侃，父亲潘文。